# کمبود روی
کمبود روی می‌تواند در خاک و جانوران (گیاهان، حیوانات و انسان‌ها) روی دهد. کمبود روی در انسان و حیوان می‌تواند به صورت کاهش کیفی روی باشد به این معنی که روی موجود نتواند نیازهای بدن را تأمین کند یا به صورت کمی باشد یعنی مقدار غلظت روی سرم در بدن کم باشد. البته سرم روی به عنوان نشانگر زیستی قابل اعتماد نیست چون کاهش غلظت سرم روی در بدن انسان تنها زمانی قابل تشخیص است که برای مدتی طولانی وضع بدن چنین باشد یا خون زیادی از بدن رفته باشد. امروزه نزدیک به ۲٫۲ میلیارد تن در جهان دچار کمبود روی است.
کمبود روی در انسان ناشی از کاهش روی در رژیم غذایی، افزایش ازدست‌رفت روی یا افزایش استفاده از روی در بدن است. مهم‌ترین عامل اما کاهش مقدار روی در رژیم غذایی است که ۲۵٪ از جمعیت جهان را تهدید می‌کند که یکی از راه‌های مبارزه با آن، افزایش روی در خاک است. همچنین استفاده از مکمل‌های زینک می‌تواند به رفع کمبود زینک در بدن کمک کند. با این حال باید توجه کرد که مکمل زینک با برخی داروها و مواد غذایی تداخل دارد. برای مثال مکمل‌های کلسیم با دوز بالا می‌توانند باعث کاهش جذب زینک شوند و ثابت شده که مصرف زینک سولفات با قهوه سیاه، به مقدار قابل توجهی باعث کاهش جذب این ماده معدنی خواهد شد.

## دسته‌بندی
کمبود روی می‌تواند به صورت حاد باشد که در اثر کمبود روی در یک دورهٔ زمانی طولانی اتفاق می‌افتد مانند تغذیهٔ تزریقی نادرست یا مزمن باشد به این صورت که جذب آن از مواد غذایی در بدن کافی نباشد یا دوران شیردهی یا در افراد الکلی یا افراد سالمند یا افراد با مشکلات متابولیکی که مرتبط با کمبود روی است اتفاق می‌افتد.

## نشانه‌ها

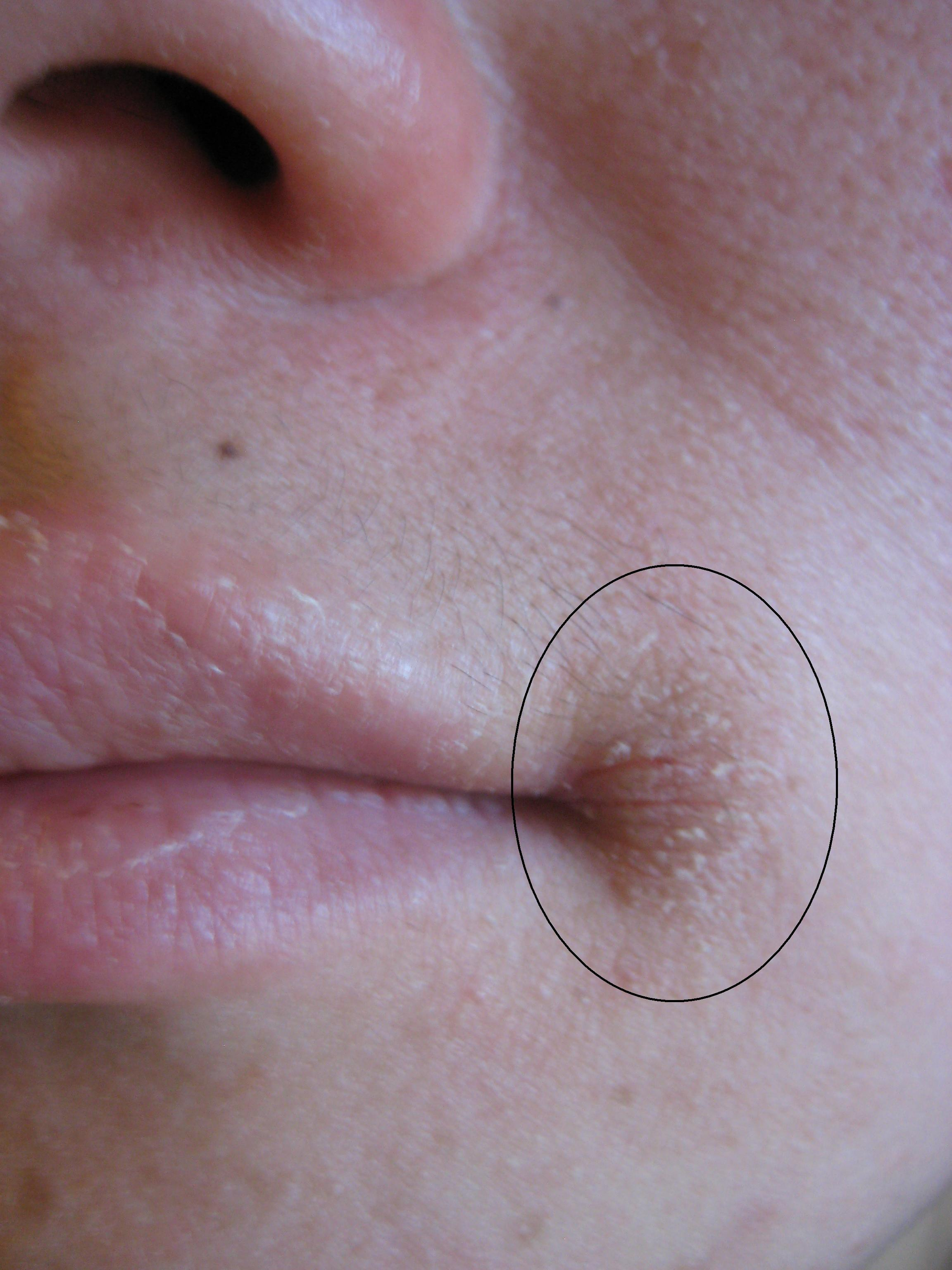
یک نمونه زخم کنار دهان که خیلی شدید نیست

### پوست، ناخن‌ها و مو
کمبود روی به صورت رُخ‌جوش، برافروختگی پوستی، خشکی پوست (یا پوست پوست شدن)، درماتیت سبوره‌ای یا ریزش مو (نازکی یا کم پشتی مو) نمود پیدا می‌کند. همچنین ممکن است زخم‌های بدن به سختی بهبود یابد.

### دهان
کمبود روی می‌تواند به شکل زخم دهان، استوماتیت یا ایجاد لایه ای سفید بر روی زبان دیده شود. همچنین به ندرت دیده شده که به صورت زخم‌هایی در کناره‌های دهان یا سوزش دهان نمود پیدا کند.

### بینایی، بویایی، چشایی
اگر کمبود روی شدید باشد می‌تواند بر حس بویایی و چشایی اثر بگذارد؛ همچنین می‌تواند ایجاد شب‌کوری کند. البته مشکلات بینایی و شب‌کوری در انسان که به دلیل کمبود روی بوده، معمولاً عوامل دیگری هم در ایجاد آن همراه بوده مانند کمبود ویتامین آ.

### سیستم ایمنی
کمبود روی می‌تواند موجب آسیب به سیستم ایمنی بدن و در نتیجه انواع عفونت‌های تنفسی یا گوارشی یا موارد دیگر شود.

### اسهال
کمبود روی می‌تواند منجر به موارد بیشتر و شدیدتر اسهال در فرد شود.

### اشتها
کمبود روی می‌تواند باعث ازدست دادن اشتها یا بی‌اشتهایی عصبی شود. از ۱۹۷۹ نشان داده شده‌است که افرادی که دچار بی اشتهایی عصبی اند با مصرف روی افزایش وزن پیدا کرده‌اند. آزمایش‌هایی در سال ۱۹۹۴ نشان داد که مصرف روی میزان افزایش وزن افراد را دو برابر کرده بود. البته کمبود دیگر مواد غذایی مانند تیروسین، تریپتوفان و تیامین هم می‌تواند در این پدیده تأثیرگذار باشد.

### رشد
کمبود روی در بچه‌ها می‌تواند باعث دیرکرد رشد شود. یک سوم از جمعیت جهان به دلیل کمبود روی دچار کمبود رشد اند.

### دوران بارداری
کمبود روی در دوران بارداری می‌تواند بر مادر و جنین اثر منفی بگذارد. در آزمایش‌هایی بر روی حیوانات روشن شده‌است که کمبود روی می‌تواند باعث کنده شدن جفت، تأخیر در زایمان، خونریزی، اشکال در زایمان یا داشتن زایمان سخت در حیوانات شود. این آسیب‌ها می‌تواند ناشی از کارکرد بد دریافت کننده‌های استروژن باشد چون خود استروژن حاوی پروتئین‌های روی‌دار است.

### تأخیر در ترمیم زخم‌ها
وجود تأخیر در درمان زخم‌ها می‌تواند یکی از نشانه‌های کمبود زینک در بدن باشد.

## عوامل

### نبود روی در خوراک
یک رژیم غذایی که در آن فیتیک زیاد است از جمله غلات کامل، مواد خوراکی که در خاک‌های با کمبود روی بدست می‌آیند یا غذاهای فرآوری شده منجر به کمبود روی در بدن می‌شوند. زنان در روز به ۸ میلی‌گرم و مردان به ۱۱ میلی‌گرم روی نیاز دارند. پیشنهاد شده افراد بالای چهار سال در روز ۱۵ میلی‌گرم روی مصرف کنند.
برخی مواد غذایی و میزان روی آنها:
| خوراک                                             | میلی‌گرم | درصد از میزان مصرف پیشنهادی در روز |
| ------------------------------------------------- | ------- | ---------------------------------- |
| گوشت گاو، آرام پخته شده، ۸۵ گرم                   | ۷٫۰     | ۴۷٪                                |
| بادام هندی، بوداده، ۸۵ گرم                        | ۴٫۸     | ۳۳٪                                |
| شاه‌میگو، پخته، ۸۵ گرم                             | ۳٫۴     | ۲۳٪                                |
| لوبیا، پخته، نصف پیمانه                           | ۲٫۹     | ۱۹٪                                |
| بادام، بوداده، ۸۵ گرم                             | ۲٫۷     | ۱۸٪                                |
| مرغ، گوشت قرمز، پخته، ۸۵ گرم                      | ۲٫۴     | ۱۶٪                                |
| ماست کم چرب، ۲۲۰ گرم                              | ۱٫۷     | ۱۱٪                                |
| نخود، پخته، نصف پیمانه                            | ۱٫۳     | ۹٪                                 |
| پنیر سوئیسی، ۲۸ گرم                               | ۱٫۲     | ۸٪                                 |
| جوپرک، آماده، کاملاً خام، آماده شده با آب، یک بسته | ۱٫۱     | ۷٪                                 |
| شیر کم چرب یا بدون چربی، یک پیمانه                | ۱٫۰     | ۷٪                                 |
| لوبیا قرمز، پخته، نصف پیمانه                      | ۰٫۹     | ۶٪                                 |
| سینهٔ مرغ، سرخ شده، بدون پوست، نصف سینه            | ۰٫۹     | ۶٪                                 |
| پنیر، چدار یا موتزارلا، ۲۸ گرم (یک اونس)          | ۰٫۹     | ۶٪                                 |
| نخود فرنگی، سبز، یخی، پخته، نصف پیمانه            | ۰٫۵     | ۳٪                                 |

### ناتوانی در جذب روی
آکرودرماتیت آنتروپاتیک، کمبود پروتئین ZIP4 است که به صورت مادرزادی اتفاق می‌افتد این پروتئین حامل روی است در نتیجه کمبود این پروتئین باعث ناتوانی در جذب روی می‌شود. در اثر این ناتوانی، فرد دچار عقب افتادن رشد، اسهال شدید، ریزش مو، راش (بیشتر پیرامون دهان و نواحی تناسلی)، برفک و عفونت‌های باکتریایی می‌شود.

### ازدست دادن بیش از حد روی
ورزش، نوشیدن زیاد الکل و اسهال همگی از جمله عوامل ازدست دادن روی بدن اند.

### مصرف زیاد روی
ورزش، دوران رشد کودک و بارداری همگی از عوامل مصرف زیاد روی اند.